# 司務
司務，初制從九品。乾隆三十年定正八品。各部同，掌出納文移。漢司務二人。順治四年省一人。順治十五年定滿、漢各一人。各部同。